# Eric Van De Wiele
Eric Van De Wiele, né le 27 octobre 1952 à Gand, est un coureur cycliste belge. Professionnel de 1975 à 1984, il a disputé le Tour de France à quatre reprises.

## Palmarès

### Palmarès amateur
- 1974
  - Étoile hennuyère
  - 2e étape secteur b du Tour du Limbourg amateurs
  - 3e de l'Internatie Reningelst

### Palmarès professionnel
- 1975
  - Circuit des Frontières
- 1976
  - Harelbeke-Poperinge-Harelbeke
  - 3e du Grand Prix des Carrières
  - 3e du Circuit Mandel-Lys-Escaut
  - 10e de Tours-Versailles
- 1977
  - 2e du Circuit des Trois Provinces (Avelgem)
  - 2e du Circuit de la région frontalière
  - 3e de la Liedekerkse Pijl
  - 9e du Rund um den Henninger Turm
- 1978
  - Liedekerkse Pijl
  - 3eb étape de l'Étoile des Espoirs (contre-la-montre par équipes)
  - 2e de la Coupe Sels
  - 3e du Circuit du Pays de Waes
- 1979
  - Prix de la ville de Grammont
  - 2e du Grand Prix de la ville de Zottegem
  - 2e du Grand Prix des Carrières
  - 3e de la Course des raisins
- 1980
  - 3e du Circuit de la région frontalière
  - 3e du Circuit Mandel-Lys-Escaut
- 1981
  - 2e du Grand Prix de Denain
- 1982
  - 3e du Circuit du Brabant occidental
  - 3e du Grand Prix de la ville de Zottegem

## Résultats sur les grands tours

### Tour de France
4 participations
- 1980 : 73e du classement général
- 1981 : abandon (5e étape)
- 1982 : 68e du classement général
- 1983 : abandon (3e étape)

### Tour d'Italie
1 participation
- 1978 : non-partant (17e étape)